# Dockyard Point
Das Kap Dockyard Point (frühere Namen: Banyan Point oder Banyon Point) in dem westafrikanischen Staat Gambia liegt in der Mündung des Flusses Gambia in den Atlantischen Ozean an der südöstlichen Küste der St. Mary’s Island.
Die Meeresabgewandte Seite der Insel wird hier am Kap zum großenteil als Hafen der Pirogen und kleinen Booten benutzt.